# بروج (طليطلة)
بُرُوج هي بلدية تقع في مقاطعة طليطلة ، قشتالة والمنجى ، إسبانيا . وفقًا لتعداد عام 2006 ( INE ) ، كان عدد سكان البلدية 2640 نسمة.